# Alyssa Milano
Pour les articles homonymes, voir Milano (homonymie).
Alyssa Milano est une actrice, productrice, chanteuse, activiste et militante américaine, née le 19 décembre 1972 à New York.
Elle est révélée au grand public par la série télévisée Madame est servie (1984-1992).
Elle grandit sous les yeux des téléspectateurs et tourne plusieurs longs métrages pour le cinéma depuis les années 1980 tels que : Commando (1985), Double Dragon (1994), Obsession mortelle (1996), Bon à tirer (B.A.T.) (2011), Happy New Year (2011) et Little Italy (2018).
Mais c'est à la télévision qu'elle confirme surtout cette notoriété avec les séries : Melrose Place (1997-1998), Charmed (1998-2006) et Mistresses (2013-2014).
Elle fait son retour dans la série polémique de la plateforme Netflix, Insatiable (2018-2019).

## Biographie

### Jeunesse et débuts
Alyssa Jayne Milano est née à New York le 19 décembre 1972 dans le quartier de Brooklyn et a grandi dans celui de Staten Island. Elle est la fille de parents italo-américains : Tom Milano, éditeur de musique de films, et Lin, styliste de mode. Elle a un frère cadet prénommé Cory Milano, également acteur, né en 1982.
Alyssa commence sa carrière artistique à l'âge de huit ans lorsque sa baby-sitter, sans prévenir les parents d’Alyssa Milano, l'a emmenée à une audition pour intégrer l'équipe de la comédie musicale Annie. Par la suite, Alyssa et sa mère partent pour une tournée de dix-huit mois à travers les États-Unis. Après son retour à New York, Alyssa apparaît dans des publicités télévisées et joue plusieurs rôles dans des productions off-Broadway, dont la première adaptation musicale américaine de Jane Eyre.
Au cours des années 1980, elle joue dans diverses pièces de théâtre dont Tender Offer de Wendy Wasserstein et All Night Long de John O'Keefe.
Pour créer le personnage d'Ariel dans La Petite Sirène (film, 1989), les dessinateurs se sont inspirés de l'actrice. À l'époque Alyssa Milano jouait dans la série Madame est servie et l'animateur Glen Keane a confirmé cette source d'inspiration.

### Vie privée
En 1986, à l'âge de 13 ans, Alyssa a fréquenté l'acteur Kirk Cameron[réf. nécessaire], de deux ans son aîné. Elle a également fréquenté l'acteur Corey Haim de 1987 à 1990, puis a eu une brève liaison avec le joueur de hockey sur glace Wayne McBean en 1990, ainsi qu'avec l'acteur David Arquette en 1991. En 1993, elle fréquente brièvement l'acteur Scott Wolf.
En août 1998, à l'âge de 25 ans, elle se met en couple avec Cinjun Tate, le chanteur du groupe Remy Zero, qu'elle épouse le 1er janvier 1999. Cependant, le couple divorce dix mois plus tard.
En 2000, elle vit une courte histoire avec l'acteur Jason Behr. En 2001, elle a une liaison avec Brian Krause. Au printemps 2002, elle a une liaison avec un dénommé Josh Shambaugh, puis elle fréquente le chanteur Justin Timberlake d'août 2002 à janvier 2003. Durant l'année 2003, elle vit une brève histoire avec le joueur de baseball Carl Pavano. Entre 2004 et 2005, elle a brièvement fréquenté les joueurs de baseball Barry Zito et Brad Penny.
Depuis décembre 2007, elle partage la vie de l'agent artistique David Bugliari (né le 17 décembre 1980). Le couple se fiance en décembre 2008, puis se marie le 15 août 2009 dans le New Jersey. Ils ont deux enfants : Milo Thomas (né le 31 août 2011) et une fille Elizabella Dylan (née le 4 septembre 2014).

#### #MeToo
Alyssa Milano est à l'origine de l'explosion du phénomène MeToo, lancé initialement par la militante Tarana Burke. Le 15 octobre 2017, à la suite des révélations de plusieurs actrices sur les crimes sexuels du producteur Harvey Weinstein, elle poste un message sur son compte Twitter demandant à toutes les femmes ayant été victimes de harcèlement ou de viols de répondre en disant simplement « moi aussi ». Des centaines de milliers de femmes répondent. L'initiative a un retentissement mondial et lance le mouvement MeToo.

### Révélation télévisuelle précoce

Nancy Reagan et Alyssa Milano dans le salon de réception des diplomates, en 1987.

En 1983, elle décroche le rôle qui la rend célèbre : celui de Samantha Micelli dans la sitcom Madame est servie, diffusée aux États-Unis sur le réseau ABC à partir de 1984. Elle donne la réplique à Tony Danza (qui incarne son père à l'écran) ainsi qu'à Judith Light, Katherine Helmond et Danny Pintauro. Sa famille s'installe à Hollywood où la série est tournée.
Grâce au succès de la série, elle fait ses débuts au cinéma dans Tendres Années avec Danny Aiello, puis elle incarne à l'âge de 12 ans la fille d'Arnold Schwarzenegger dans Commando en 1985.
Devenue l'idole des jeunes qui la voient grandir à l'écran, elle produit une vidéo de fitness pour adolescentes en 1988 intitulée Teen Steam, et tourne la même année dans des téléfilms destinés à un public jeune comme Auto-école en folie avec Brian Bloom et Le bal de l'école où elle retrouve Brian Bloom et joue aux côtés d'autres enfants-stars parmi lesquels Christina Applegate, Matthew Perry, Tempestt Bledsoe, Chris Young et Tracey Gold.
Elle se lance même dans la musique : au début des années 1990, elle enregistre cinq albums: Look in My Heart, Alyssa, The Best in the World, Locked Inside a Dream et Do You See Me? et sort un album compilation en 1995 intitulé The Very Best of Alyssa Milano. Elle fait un carton en Asie et tout particulièrement au Japon où ses albums sont tous disques de platine. Elle revient au théâtre en 1991 et joue à Los Angeles dans Butterflies Are Free.

### Passage au cinéma puis retour télévisuel
En août 1984, Alyssa fait ses débuts au cinéma avec, Tendres Années , qu’elle évoque comme une excellente façon de commencer sa carrière. Le film a été projeté au Festival du Film de Sundance.
En 1992, Madame est servie s'arrête après huit saisons et 196 épisodes. Redoutant de tomber dans l'oubli comme nombre des enfants-stars de l'époque, elle joue la carte de la provocation et accepte de tourner dans des téléfilms qui cassent son image de jeune fille sage : L'Affaire Amy Fisher : Désignée coupable avec Jack Scalia en 1993, Confessions d'une rebelle avec Brian Bloom et Jamie Luner en 1994, ou même dans la série Au-delà du réel, l'aventure continue, en 1995 dans l'épisode 15 de la première saison.
Elle se fiance par ailleurs en 1993 à Scott Wolf, l'un des futurs héros de la série La Vie à cinq, avec qui elle partage l'affiche du film Double Dragon, mais leur relation ne dure pas. elle apparait ensuite dans Les disparues du pensionnat avec David Keith et L'Étreinte du vampire avec Martin Kemp en 1995 puis Fleur de poison 2 : Lily où elle joue aux côtés de Johnathon Schaech et Xander Berkeley en 1996. La même année, elle obtient des rôles secondaires dans Fear avec Mark Wahlberg et Reese Witherspoon et dans Une virée d'enfer avec Ben Affleck.
En 1997, elle est à l'affiche de deux autres films : Seule face au danger avec Justin Theroux et Ice-T, et Chaude journée à L.A. avec Malcolm McDowell, Patrick Dempsey, Robert Downey Jr. et Sean Penn.
Elle fait son retour à la télévision en intégrant le casting de Melrose Place, série produite par Aaron Spelling et diffusée sur le réseau américain Fox. Elle signe au départ pour les six derniers épisodes de la cinquième saison. Mais l'accueil positif réservé à son personnage de Jennifer Mancini l'amène à intégrer la distribution principale de la saison 6. Elle partira seulement au septième épisode de la saison 7, diffusé en septembre 1998, après 40 épisodes. Parallèlement, elle fait une apparition remarquée dans la comédie Spin City. L'épisode, diffusé en décembre 1997, lui permet d'incarner la sexy fille du maire. Elle évolue enfin dans un clip du groupe de rock Blink 182, intitulé Josie.

### ConsécrationCharmedet diversification

Logo original de la série télévisée Charmed.

Si Aaron Spelling l'extrait de Melrose Place, c'est pour un nouveau projet : il lui propose en effet le rôle de Phoebe Halliwell, l'un des trois personnages principaux de sa nouvelle série appelée Charmed. Elle y joue aux côtés de Shannen Doherty et d'Holly Marie Combs. Lancée en octobre 1998 sur le réseau américain The WB, Charmed est un succès à travers le monde, qui relance définitivement la carrière de l'actrice. Cette popularité est liée étroitement à son image.
Ainsi, en décembre, elle attaque en justice un site internet qui propose des photos d'elle nue qui sont trafiquées. Elle obtient des dommages et intérêts et, avec cet argent, met en place son propre moteur de recherche intitulé « Celebrity Loop » qui permet d'accéder aux sites de certaines célébrités sans risquer de tomber sur des pages à caractère pornographique.
Elle devient en 2000 l'égérie des parfums Candie's et tourne plusieurs publicités pour 1-800-COLLECT sous les traits d'Eva Savelot. Mais durant la saison 3 de Charmed, alors que la série connait ses meilleures audiences, les médias font écho de tensions grandissantes entre l'actrice et sa partenaire Shannen Doherty,. En mai 2001, le départ de cette dernière est finalement annoncé. La quatrième saison, prévue pour la rentrée 2001, introduira un nouveau personnage incarné par Rose McGowan. Les audiences baissent légèrement à la suite de ce changement de distribution, mais ne perturbent pas la production de la série.
La même année, l'actrice prête sa voix à l'un des personnages de La Belle et le Clochard 2 : L'Appel de la rue, et une autre dans la série d'animation Les Griffin. Elle reprend également son personnage de Spin City le temps d'un épisode : elle tente de séduire le nouvel adjoint au maire incarné par Charlie Sheen.

Enfin, elle se rend en Afrique du Sud pour les besoins d'un téléfilm en deux parties : La Dernière Rivale avec Sean Patrick Flanery, Michael Easton et Jolene Blalock. Pendant le tournage, elle visite un hôpital pour enfants et avoue souffrir de dépression à son retour aux États-Unis.

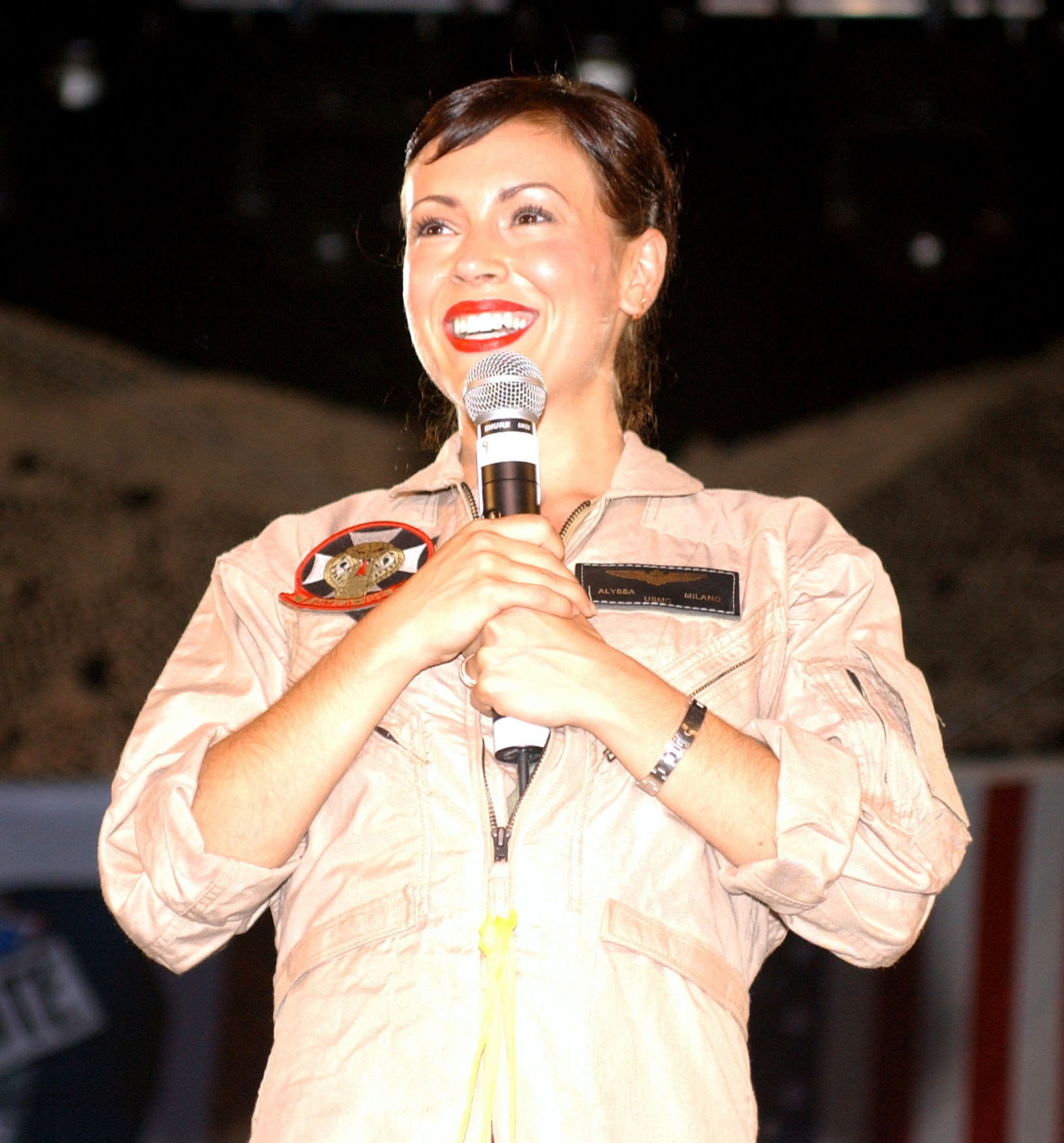
Alyssa Milano en juin 2003, durant le Project Salute 2003, supervisé par le United Service Organizations (USO).

En 2003, l'actrice apporte son soutien à l'association PETA et se dit végétarienne. Elle est nommée ambassadrice de l'UNICEF et part pour des missions humanitaires en Angola en 2004 puis en Inde en 2005 où elle porte secours aux enfants défavorisés. Sur le plan professionnel, Charmed entre dans sa cinquième saison. L'actrice devient productrice du programme, tout comme Holly Marie Combs. En fin de cette année, elle obtient un rôle dans le film Dickie Roberts, ex enfant star.
Lors de l'élection présidentielle des États-Unis de 2004, elle se rallie au candidat démocrate John Kerry, et participe au mouvement Rock the Vote qui encourage les jeunes Américains à aller voter.
En novembre 2006, Charmed s'arrête après huit saisons. L'actrice lance alors une ligne de vêtements destinée aux jeunes femmes supportrices de baseball intitulée Touch by Alyssa Milano. Véritable succès, la ligne s'étend rapidement aux bijoux et accessoires pour les fans de baseball ainsi qu'aux casquettes et aux chapeaux.
En 2007, elle est contactée par la chaîne américaine ABC qui lui propose un rôle dans une comédie qu'elle souhaite lancer. La série, intitulée Me and Everyone Else, n'est cependant pas retenue par ABC. Elle décroche alors le rôle principal dans Reinventing the Wheelers, une série de nouveau produite pour le réseau ABC. Néanmoins, les dirigeants de la chaîne ne sont pas convaincus par le pilote de la série et abandonnent le projet. C'est finalement dans la troisième saison de Earl qu'elle fait son retour à la télévision. Au total, elle joue dans dix épisodes qui sont diffusés entre 2007 et 2008 sur le réseau américain NBC.
Très grande fan de baseball, l'actrice possède un blog où elle fait part de sa passion pour ce sport et pour les Dodgers de Los Angeles, l'équipe qu'elle soutient. Elle a même travaillé en collaboration avec TBS, une chaîne câblée américaine, et a été leur animatrice lors de matchs de la ligue majeure de baseball en 2007. La même année, elle devient l'égérie de la marque Veet et est nommée ambassadrice auprès de l'organisation qui s'occupe du contrôle des maladies tropicales encore méconnues (Global Network for Neglected Tropical Disease Control). Surfant sur le succès engendré par sa ligne féminine de vêtements consacrée au baseball, l'actrice diversifie son activité et étend sa ligne Touch by Alyssa Milano à d'autres sports comme le hockey, le football et le basket-ball.

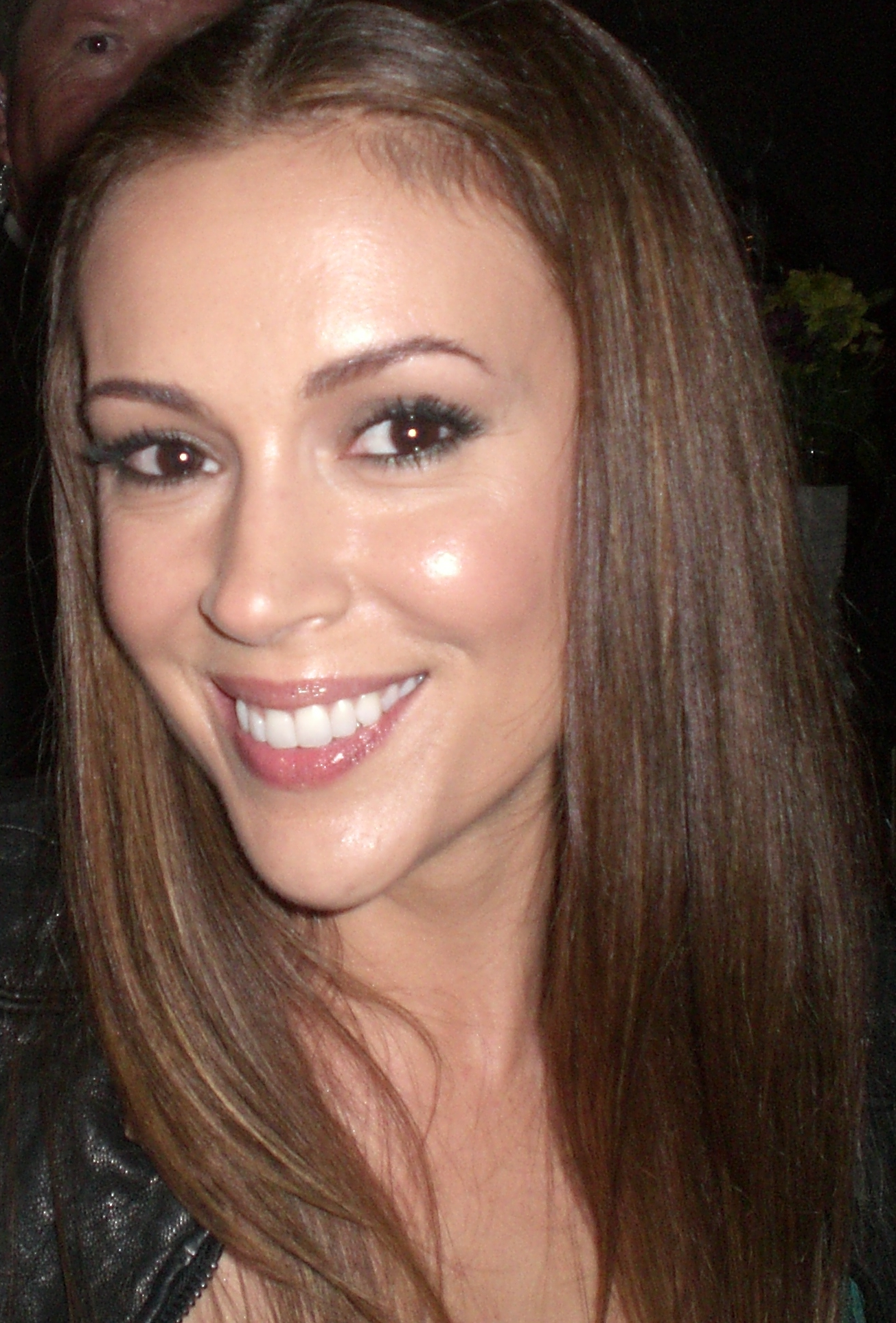
L'actrice en 2008.

En 2008, elle donne la réplique à Milo Ventimiglia dans Pathology et obtient le rôle principal d'un téléfilm de la chaîne américaine Lifetime intitulé Une femme de cran avec Jason Gedrick et James Caan. À la mi-saison, alors qu'elle devait être l'héroïne de Single with Parents, une nouvelle série télévisée du réseau américain ABC, la chaîne se rétracte une nouvelle fois.
Début 2009, elle publie un livre sur le baseball intitulé Safe at Home: Confessions of a Baseball Fanatic.

### Seconds rôles et retour télévisuel

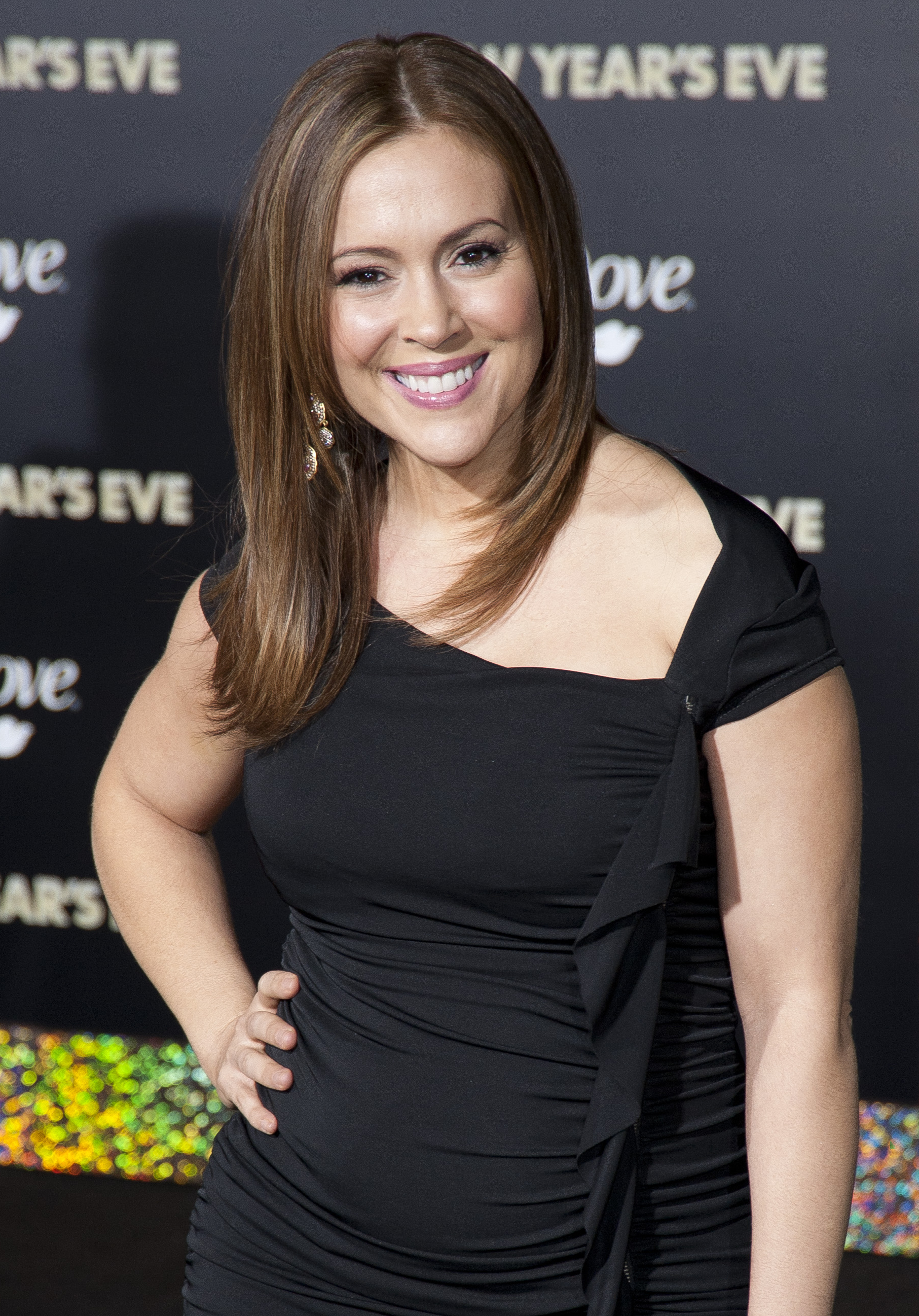
L'actrice en 2011, à la première du film Happy New Year.

Elle apparaît en invitée vedette dans la série Castle, avant d’apparaître dans la comédie romantique My Girlfriend's Boyfriend, aux côtés de Christopher Gorham et Michael Landes.
En avril 2010, elle parvient enfin à décrocher la sitcom qui lui est promise depuis la fin de Charmed. Intitulée Romantically Challenged, cette sitcom de la chaîne ABC est cependant annulée après la diffusion de seulement quatre épisodes. La comédienne fait alors une apparition dans la série comique Breaking In, puis dans deux comédies sur grand écran : la potache Bon à tirer (B.A.T.) avec Owen Wilson et Jason Sudeikis, puis la romance chorale Happy New Year, où elle côtoie de nombreuses stars d'Hollywood.
Début 2012, elle revient dans la deuxième saison de Breaking In le temps d'un épisode  mais elle est surtout choisie pour rejoindre la distribution principale d'une nouvelle série événement de l'été 2013. Ce projet l'éloigne de ses envies d'humour.
Ce nouveau projet dramatique est Mistresses, une adaptation américaine de la série britannique éponyme. Le programme fonctionne bien, et l'actrice revient pour une seconde saison prévue pour l'été 2014.
Le 4 septembre 2013, l'actrice publie sur Internet une pseudo « sex-tape » contenant un message dénonçant les exactions commises par le président syrien Bachar el Assad contre son peuple, y compris l'utilisation d'armes chimiques. La publication de la vidéo – qui fut largement diffusée par les médias occidentaux  – eut lieu la veille de la réunion du G20 à Saint-Pétersbourg, et alors que le président Obama peinait à convaincre une majorité de l'opinion publique internationale d'appuyer sa volonté d'attaquer la Syrie .
Parallèlement, l'actrice rejoint l'émission de télé-réalité Project Runway : All Stars, et endosse le rôle de présentatrice à partir de la troisième saison. L'émission, diffusée sous le titre de Projet Haute Couture : les finalistes s'affrontent en France, s'achève après sept saisons en 2019.

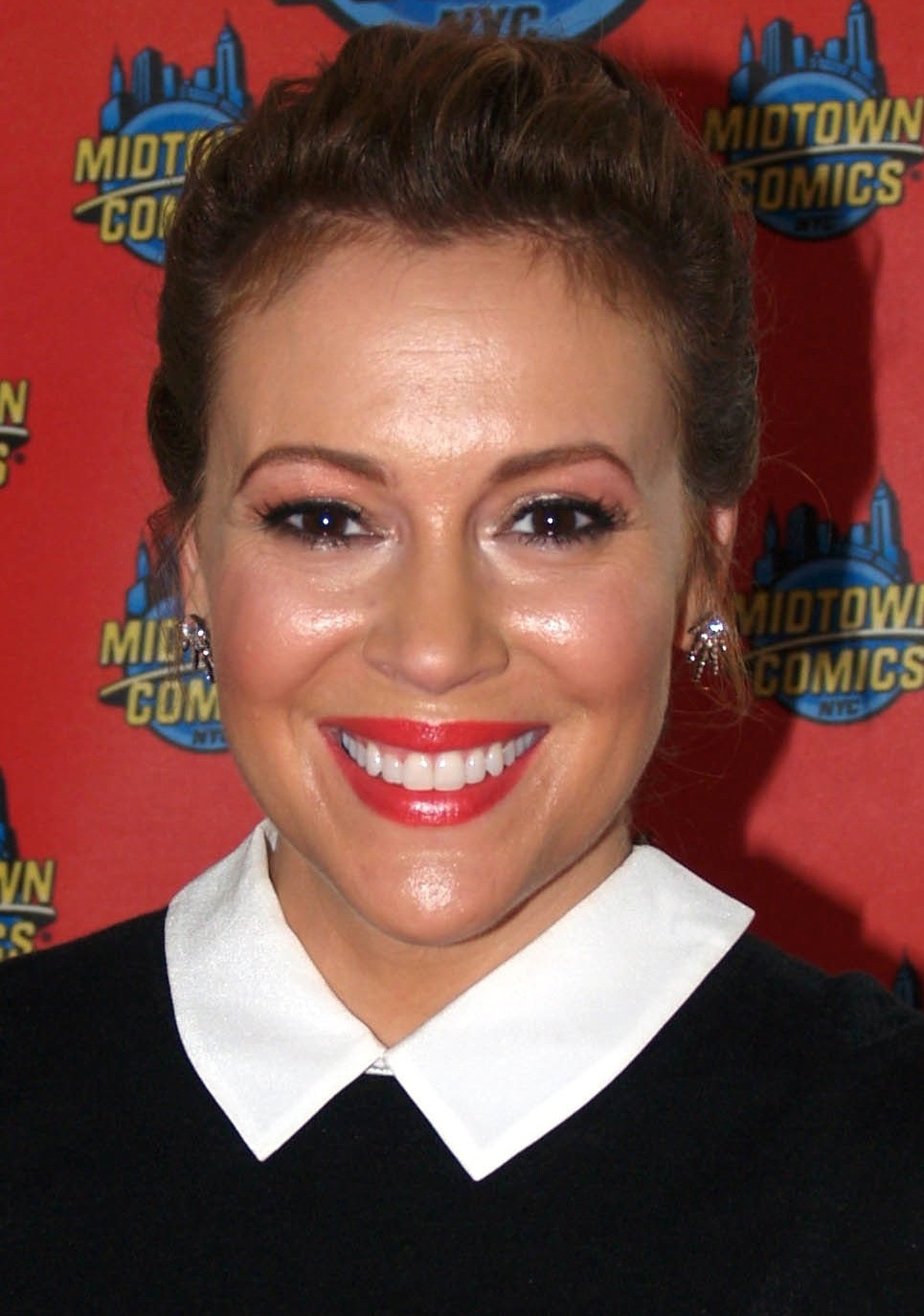
Alyssa Milano lors d'une séance de dédicace à Manhattan en 2015.

Côté télévision, si Mistresses est renouvelé pour une troisième saison, l'actrice annonce son départ. Les réductions budgétaires entraînent une délocalisation de la production au Canada, qu'elle refuse, afin de privilégier ses enfants . L'actrice sera remplacée au débotté par une autre comédienne italo-américaine, Jennifer Esposito, qui signera seulement pour une saison. Le programme continuera jusqu'à une quatrième saison, toujours sans Milano, diffusée durant l'été 2016.

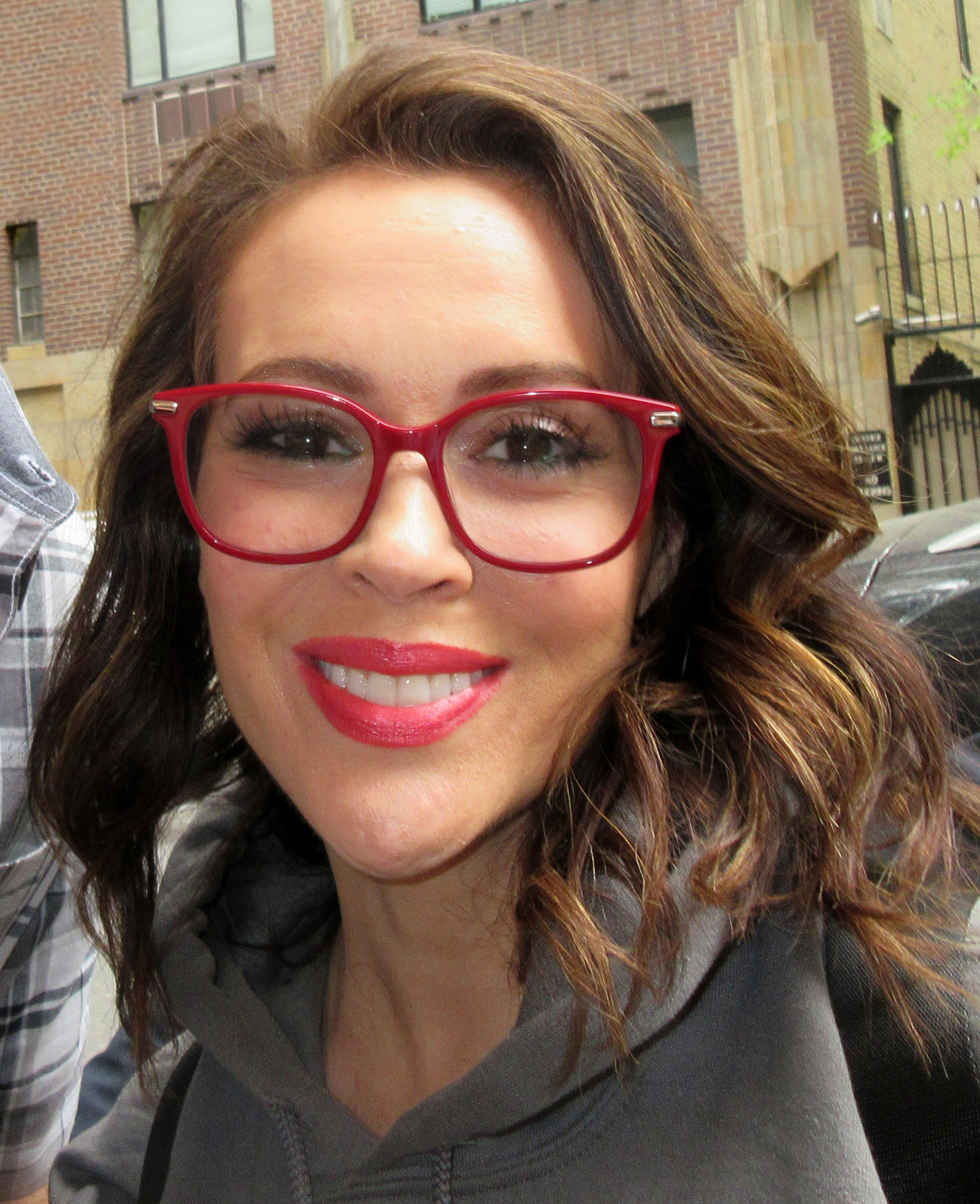
L'actrice en 2018.

En 2018, elle fait son grand retour en étant à l'affiche de la série Insatiable, aux côtés de Debby Ryan. Cette comédie satirique raconte l'histoire d'une jeune femme devenue mince qui se venge après avoir été moquée pendant des années à cause de son surpoids, créée une large controverse à sa sortie,,,. Mais en dépit de cette controverse, la série est renouvelée pour une deuxième saison, grâce à un certain engouement du public,,. La même année, elle occupe un second rôle aux côtés d’Emma Roberts dans la comédie romantique Little Italy.
En 2019, la comédienne tient le rôle titre du téléfilm Tempting Fate, l’adaptation d'un livre à succès. Par ailleurs, elle s’associe avec la plateforme Apple afin de publier le podcast hebdomadaire, Sorry, Not Sorry, dans lequel elle reçoit des personnalités qui s'expriment sur des problématiques sociales, politiques et culturelles. En fin d'année 2019, dans le cadre d'une soirée spéciale intitulée Cast From The Past, plusieurs séries télévisées phare du réseau ABC, sont amenées à recevoir des guest-star de précédents shows à succès. C'est ainsi qu'Holly Marie Combs et Alyssa Milano sont réunies à nouveau à l'écran pour un épisode de la saison 16 de Grey's Anatomy.
En début d'année 2020, Netflix confirme l'annulation d'Insatiable à l'issue de la seconde saison,.
Le 5 août 2020, Tony Danza et Alyssa Milano annoncent  que la série Madame est servie (en anglais Who’s the boss) va avoir droit à une suite 30 ans après sa fin. Sony Pictures Television développe actuellement le projet comme une véritable suite, qui sera centrée sur la nouvelle vie de Samantha en tant que mère célibataire et sur sa relation avec son père à la retraite. Ils seront également producteurs exécutifs, aux côtés de Norman Lear, Brent Miller et Dan Farah. Elle se déroulera dans la même maison que la série originale, créée par Martin Cohan et Blake Hunter et diffusée de 1984 à 1992 sur ABC. Les comédiens Judith Light et Danny Pintauro seront eux aussi de la partie. L'actrice Katherine Helmond, cinquième membre phare du casting qui incarnait la pétillante grand-mère, est morte en février 2019. La série devrait être diffusée sur le service de streaming vidéo gratuit Amazon Freevee (pour l'instant indisponible en France).
En septembre 2023, elle retrouve son partenaire de la série Charmed, Julian McMahon, lors de rencontres avec les fans organisées durant deux jours à Paris par Empire Convention.

## Filmographie

### Cinéma
- 1984 : Tendres Années (Old Enough) de Marisa Silver : Diane
- 1985 : Commando de Mark L. Lester : Jenny Matrix
- 1989 : Cannonball 3 (Speed Zone!) de Jim Drake : Lurleen
- 1992 : Little Sister de Jimmy Zeilinger : Diana
- 1992 : Break Out (Where the Day Takes You) de Marc Rocco : Kimmy
- 1993 : Mon fils est-il un assassin ? (Conflict of Interest) de Gary Davis : Eve
- 1994 : Double Dragon de James Yukich : Marian Delario
- 1995 : Les Disparues du pensionnat (Deadly Sins) de Michael Robison : Cristina Herrera
- 1995 : L'Étreinte du vampire (Embrace of the Vampire) d'Anne Goursaud : Charlotte Wells
- 1996 : Fleur de poison 2 : Lily (Poison Ivy II: Lily) d'Anne Goursaud : Lily Leonetti
- 1996 : Obsession mortelle (Fear) de James Foley : Margo Masse
- 1996 : Une virée d'enfer (Glory Daze) de Rich Wilkes : Chelsea
- 1996 : Public Enemies de Mark L. Lester : Amaryllis
- 1997 : Seule face au danger (Below Utopia / Body Count) de Kurt Voss : Susanne
- 1997 : Chaude journée à L.A. (Hugo Pool) de Robert Downey Sr. : Hugo Dugay
- 2001 : La Belle et le Clochard 2 : L'Appel de la rue (Lady and the Tramp II: Scamp's Adventure) de Darrell Rooney et Jeannine Roussel : Angel (voix)
- 2001 : Jimmy Neutron, un garçon génial (Jimmy Neutron: Boy Genius) de John A. Davis :  Libby Folfax (voix)
- 2002 : Le Coup de Vénus (Buying the Cow) de Walt Becker : Amy
- 2002 : Embrassez la mariée ! (Kiss the Bride) de Vanessa Parise : Amy Kayne
- 2003 : Dickie Roberts, ex enfant star (Dickie Roberts: Former Child Star) de Sam Weisman : Cyndi
- 2005 : Dinotopia : À la recherche de la roche solaire (Dinotopia: Quest for the Ruby Sunstone) de Davis Doi : 26 (voix)
- 2007 : The Blue Hour d'Eric Nazarian : Allegra
- 2008 : Pathology de Marc Schoelermann :  Gwen Williamson
- 2010 : Les Hommes de mes rêves (My Girlfriend's Boyfriend) de Daryn Tufts :  Jesse Young
- 2011 : Bon à tirer (BAT) (Hall Pass) de Bobby Farrelly et Peter Farrelly : Mandy Bohac
- 2011 : Le Chihuahua de Beverly Hills 2 (Beverly Hills Chihuahua 2) de Alex Zamm : Biminy (voix)
- 2011 : Happy New Year  (New Year's Eve) de Garry Marshall : Mindy
- 2018 : Little Italy de Donald Petrie : Dora Angioli
- 2019 : The Investigation : A Search for the Truth in Ten Acts de Scott Ellis : K. T. McFarland
- 2020 : You Are my Home de Amanda Raymond : Sloane Henley
- 2022 : L'Emprise du vice (Brazen Virtue) de Monika Mitchell : Grace McCabe
- 2023 : Who Are You People de Ben Epstein : Judith
- 2025 : Driver's Ed de Bobby Farrelly

### Télévision

#### Téléfilms
- 1986 : Le Fantôme de Canterville (The Canterville Ghost) de Paul Bogart : Jennifer Canterville
- 1988 : Auto-école en folie (Crash Course) d'Oz Scott : Vanessa Crawford
- 1988 : Le Bal de l'école (Dance 'Til Dawn) de Paul Schneider : Shelley Sheridan
- 1993 : The Webbers (At Home with the Webbers) de Brad Marlowe : la fan
- 1993 : L'Affaire Amy Fisher : Désignée coupable (Casualties of Love: The Long Island Lolita Story) de John Herzfeld : Amy Fisher
- 1993 : Candles in the Dark de Maximilian Schell : Sylvia Velliste
- 1994 : Confessions d'une rebelle (Confessions of a Sorority Girl) de Uli Edel : Rita Summers
- 1995 : La Part du mensonge (The Surrogate) de Jan Egleson et Raymond Hartung : Amy Winslow
- 1996 : Un rêve trop loin (To Brave Alaska) de Bruce Pittman : Denise Harris
- 1998 : Pour tout l'or de l'Alaska (Goldrush: A Real Life Alaskan Adventure) de John Power : Frances Ella Fitz
- 2001 : La Dernière Rivale (Diamond Hunters) de Dennis Berry : Tracey Van der Byl
- 2008 : Une femme de cran / Entre les mains de la mafia (Wisegal) de Jerry Ciccoritti : Patty Montanari
- 2010 : Une illusion d'amour / Amoureuse à Noël (Sundays at Tiffany's) de Mark Piznarski : Jane Claremont
- 2019 : Mariage, Désirs ... et Imprévus ! (Tempting Fate) de Kim Raver : Gabby Cartwright
- 2022 : L'Emprise du vice (Brazen) de Monika Mitchell : Grace Miller

#### Séries télévisées
- 1984 - 1992 : Madame est servie (Who's the Boss?) : Samantha Micelli (196 épisodes)
- 1989 : Living Dolls : Samantha Micelli (saison 1, épisodes 1 et 2)
- 1995 : Au-delà du réel : L'aventure continue (The Outer Limits) : Hannah Valesic (saison 1, épisode 15)
- 1997 - 1998 : Melrose Place : Jennifer Mancini (saisons 6 et 7 - récurrente saison 5 - 40 épisodes)
- 1997 et 2001 : Spin City : Meg Winston (saison 2, épisode 11 et saison 5, épisode 17)
- 1998 : L'Île fantastique (Fantasy Island) : Ginna Williams (saison 1, épisode 2)
- 1998 - 2006 : Charmed : Phoebe Halliwell (178 épisodes)
- 2007 - 2008 : Earl (My Name Is Earl) : la fiancée de frank (saison 3 - 6 épisodes)
- 2010 - 2011 : Romantically Challenged : Rebecca Thomas (6 épisodes)
- 2010 : Castle : Kyra Blane (saison 2, épisode 12)
- 2011 - 2012 : Breaking In : Amy Kyleen Osbourne (saison 1, épisode 2 et saison 2, épisode 9)
- 2013 - 2014 : Mistresses : Savannah « Savi » Davis (saisons 1 et 2 - 26 épisodes)
- 2017 : Wet Hot American Summer: Ten Years Later : Renata Delvecchio-Murphy (5 épisodes)
- 2018 - 2019 : Insatiable : Coralee Armstrong (18 épisodes)
- 2019 : Grey's Anatomy : Haylee Peterson (saison 16, épisode 3)
- 2021 : The Now (en) : Sarah (mini-série)
- 2025 : Elsbeth : Pupetta Del Ponte (saison 2, épisode 14)

#### Pilotes et projets télévisés
- 2006 : Me and Everyone Else : Mia (ABC)
- 2007 : Reinventing the Wheelers : Annie Stevens (ABC)
- 2008 : Single with Parents : Lou (ABC)
- 2016 : What Goes Around Comes Around : Robin Spiller (CBS)
- 2018 : Alyssa Milano for Major : Elle-même (Lifetime)

#### Séries d'animation
- 2001 : Les Griffin (Family Guy) : Elle-même (voix originale - saison 3, épisode 3)
- 2004 : Les Aventures de Jimmy Neutron: un garçon génial (The Adventures of Jimmy Neutron: Boy Genius) : April Gorlock (voix originale, saison 2)
- 2010 : Kick Kasskoo (Kick Buttowski: Suburban Daredevil) : Scarlet Rosetti (voix originale - saison 1, épisode 20)
- 2011 : La Ligue des justiciers : Nouvelle Génération (Young Justice) : Pamela Isley / Poison Ivy (voix originale - saison 1, épisode 14)

#### Émission de télé-réalité
- 2013 - 2019 : Projet Haute Couture : les finalistes s'affrontent (Project Runway : All Stars) : elle-même (saisons 3 à 7 - présentatrice et juge)

### Productrice
- 1997 : Seule face au danger (long métrage)
- 2002 - 2006 : Charmed (série télévisée - saisons 5 à 8)
- 2006 : Me and Everyone Else (série télévisée, pilote non retenu par ABC)
- 2008 : Une femme de cran / Entre les mains de la mafia (Wisegal) (téléfilm)
- 2010 : Les Hommes de mes rêves (My Girlfriend's Boyfriend) (long métrage)
- 2010 : Une illusion d'amour / Amoureuse à Noël (Sundays at Tiffany's) (téléfilm)
- 2019 : Mariage, Désirs ... et Imprévus ! (Tempting Fate) (téléfilm)

### Jeux vidéo
- 2009 : SOS Fantômes, le jeu vidéo (Ghostbusters: The Video Game) : Dr Ilyssa Selwyn

### Clip vidéo
- 1998 : Josie de Blink 182

Theatre acting
• 2024 : Pièce "Chicago" à Broadway (New York City) : rôle de l’intrépide Roxie Hart 

## Discographie

### Albums
- 1989 : Look in My Heart
- 1989 : Alyssa
- 1990 : The Best in the World
- 1991 : Locked Inside a Dream
- 1992 : Do You See Me?
- 1995 : The Very Best of Alyssa Milano

## Distinctions
Sauf indication contraire ou complémentaire, les informations mentionnées dans cette section proviennent de la base de données IMDb.

### Récompenses
- 1986 : Young Artist Awards de la meilleure jeune actrice dans un second rôle dans une série télévisée comique pour Madame est servie (Who's the Boss?) (1984-1992).
- 1987 : Young Artist Awards de la meilleure jeune actrice dans un second rôle dans une série télévisée comique pour Madame est servie (Who's the Boss?) (1984-1992).
- 1988 : Kids' Choice Awards de la meilleure actrice dans une série télévisée comique pour Madame est servie (Who's the Boss?) (1984-1992).
- 1988 : Young Artist Awards de la meilleure jeune actrice dans un second rôle dans une série télévisée comique pour Madame est servie (Who's the Boss?) (1984-1992).
- 1989 : Kids' Choice Awards de la meilleure actrice dans une série télévisée comique pour Madame est servie (Who's the Boss?) (1984-1992).
- 1990 : Kids' Choice Awards de la meilleure actrice dans une série télévisée comique pour Madame est servie (Who's the Boss?) (1984-1992).
- GLAAD Media Awards 2018 : Lauréate du Prix Ariadne Getty Ally.

### Nominations
- 1987 : Young Artist Awards de la meilleure performance pour une jeune actrice dans un thriller d'aventure pour Commando (1985).
- 1989 : Young Artist Awards de la meilleure jeune actrice dans un téléfilm ou une mini série pour Le Bal de l'école (Dance 'Til Dawn) (1988).
- 2001 : Annie Awards de la meilleure performance de doublage féminin dans un film d'animation pour La Belle et le Clochard 2 : L'Appel de la rue (Lady and the Tramp II: Scamp's Adventure) (2000).
- 2005 : Kids' Choice Awards de la meilleure actrice de série télévisée fantastique ).pour Charmed (1998-2006) pour le rôle de Phoebe Halliwell.
- 2006 : Bravo Otto de la meilleure actrice de série télévisée fantastique pour Charmed (1998-2006) pour le rôle de Phoebe Halliwell.
- 2006 : Teen Choice Awards de la meilleure actrice de série télévisée fantastique pour Charmed (1998-2006) pour le rôle de Phoebe Halliwell.
- 41e cérémonie des People's Choice Awards 2015 : Meilleure actrice dans une série télévisée dramatique pour Mistresses (2013-2014) pour le rôle de Savannah « Savi » Davis.
- 2022 : FilmQuest de la meilleure distribution dans une comédie d'horreur pour Give Me an A(2021) partagée avec Virginia Madsen, Gina Torres, Jennifer Holland, Milana Vayntrub, Sean Gunn, Molly C. Quinn, Matthew Jason George, Jackie Tohn et Rylee Altenburg.

## Voix françaises
En France, Magali Barney, est la voix française régulière d'Alyssa Milano.
En France
- Magali Barney[68],[69] dans :
  - Madame est servie (série télévisée - 2e voix) 
  - Auto-école en folie  (téléfilm)
  - La Part du mensonge (téléfilm)
  - L'Étreinte du vampire (téléfilm)
  - Melrose Place (série télévisée)
  - Spin City (série télévisée)
  - Pour tout l'or de l'Alaska (téléfilm)
  - Charmed (série télévisée)
  - La Dernière Rivale (téléfilm)
  - Les Griffin (voix)
  - Le Coup de Vénus
  - Embrassez la mariée !
  - Dickie Roberts, ex enfant star
  - Une femme de cran (téléfilm)
  - Earl (série télévisée)
  - Les Hommes de mes rêves
  - Une illusion d'amour (téléfilm)
  - Bon à tirer (BAT)
  - Happy New Year[70]
  - Castle (série télévisée)
  - Mistresses (série télévisée)
  - Wet Hot American Summer: Ten Years Later (série télévisée)
  - Insatiable (série télévisée)
  - Little Italy
  - Mariage, Désirs ... et Imprévus ! (téléfilm)
  - Grey's Anatomy (série télévisée)
  - L'Emprise du vice

- Anne Rondeleux[68] dans :
  - L'Affaire Amy Fisher : Désignée coupable (téléfilm)
  - Mon fils est-il un assassin ? (film)

- Élisabeth Fargeot[68] dans :
  - Au-delà du réel, l'aventure continue (série télévisée)
  - Les Disparues du pensionnat

Mais aussi :
- Marie-Françoise Sillière dans Madame est servie[69] (série télévisée - 1re voix)
- Séverine Morisot dans Le Fantôme de Canterville (téléfilm)
- Jackie Berger dans Le Bal de l'école (téléfilm)
- Virginie Ledieu dans Double Dragon
- Sybille Tureau dans Obsession mortelle[68]
- Nathalie Spitzer dans Chaude journée à L.A.[68]
- Ludivine Sagnier dans La Belle et le Clochard 2 (voix)
- Sabrina Marchese dans Projet haute couture : Les finalistes s'affrontent (télé-réalité)
- Edwige Lemoine dans La Ligue des justiciers : Nouvelle Génération (série d’animation, voix)

Au Québec